# Gračac (Vrnjačka Banja)
Gračac (Servisch cyrillisch Грачац) is een plaats in de Servische gemeente Vrnjačka Banja. De plaats telt 2011 inwoners (2002).